# Sommerstorf
Sommerstorf ist ein Ortsteil der Gemeinde Grabowhöfe im Landkreis Mecklenburgische Seenplatte, etwa 14 Kilometer nördlich von Waren (Müritz) in Mecklenburg-Vorpommern, zwischen der Mecklenburgischen Schweiz und der Mecklenburgischen Seenplatte. Der Ort hat etwa 80 Einwohner.

## Geschichte

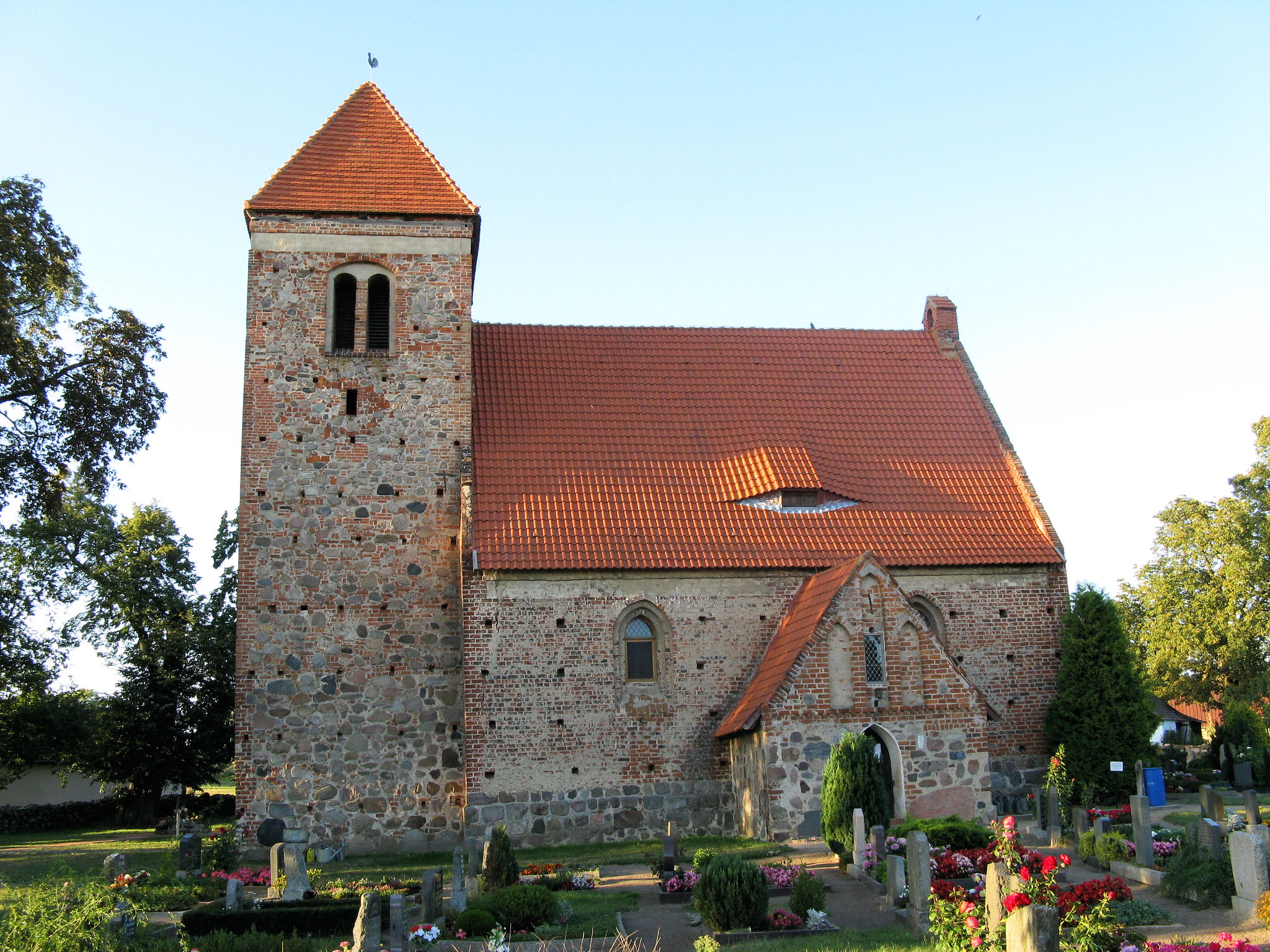
Dorfkirche

Die Gegend von Sommerstorf wurde bereits in der Bronzezeit besiedelt, wovon Hünengräber in der Umgebung zeugen. Das Dorf selbst wurde 1289 erstmals urkundlich erwähnt und hatte bis zum Dreißigjährigen Krieg eine eigene Pfarrstelle, bevor die Gemeinde Filialgemeinde von Vielist wurde.

## Bauwerke
Sehenswert ist die Dorfkirche Sommerstorf, ein gotischer Backsteinbau auf Feldsteinsockel aus der Zeit um 1300, mit Turm und Vorhalle vom Anfang des 15. Jahrhunderts.

## Persönlichkeiten
Der Dichter Johann Heinrich Voß (1751–1826) wurde in Sommerstorf geboren. Sein Geburtshaus ist heute das Wirtshaus „Zum Hufschmied“ mit „Tabak- und Pfeifendepot“.
Koordinaten: 53° 35′ N, 12° 36′ O